# Школьник Олег Львович
Олег Львович Школьник (нар. 11 вересня 1956, Одеса, Українська РСР, СРСР) — радянський і український актор театру і кіно, телеведучий і спортивний коментатор. Заслужений артист України (1995).

## Біографія
У 1977 році закінчив Московське театральне училище ім. Б. Щукіна.
У 1977-1980 роках був актором Одеського театру музичної комедії.
У 1980-1988 роках — актор Куйбишевського обласного драматичного театру.
З 1988 року — актор Одеського російського драматичного театру. Грав роль Менделя Крика у виставі «Захід» (реж. В. Стрижов) — знаковій постановці театру кінця 1980-х років, повернувся до виконання цієї ролі в 2018 році в новій версії вистави.
Популярність завоював завдяки «Джентльмен-шоу», де знімався в ролі Семена Марковича з «Одеської комунальної квартири». В одному з випусків передачі була одноразова рубрика «Байка від Олега Школьника», де він розповів історію, як настільки увійшов в образ, що під час гастролей у реєстраційній книзі в готелі (за його словами, випадок стався в Алма-Аті) записався як «Семен Маркович», і адміністратор готелю навіть вказав йому на «помилку в паспорті».
Працює на одеському телебаченні ведучим програми «Живопис смаку з Олегом Школьником». Відомий як коментатор футбольних матчів.
Нагороджений відзнакою Президента України — ювілейна медаль «20 років незалежності України» (19 серпня 2011) — за значний особистий внесок у соціально-економічний, науково-технічний та культурно-освітній розвиток Української держави, вагомі трудові досягнення та багаторічну сумлінну працю.

## Театральні роботи
- «Ми не побачимося з тобою» — Гурський
- «Дванадцята ніч» — сер Тобі
- «Пігмаліон» — сер Дулітл
- «Ціна» — Грегорі Соломон
- «Захід» — Мендель Крик
- «Танець Чингіз-Хайма» — Р.Гарі
- «Конкурс»
- «Пат або гра королів»
- «Одруження» — Яєчня
- «Контрабас»
- «Змішані почуття» — Грегорі Льюїс
- «Одеса біля океану» — Вульф Мойхелевич Гольдінер
- «Божі справи»

## Фільмографія
- 1988 -  Крімінальний талант -  завмаг
- 1989 -  Астенічний синдром -  власник канарок
- 1989 -  Мистецтво жити в Одесі -  Миша Яблучко
- 1991 - 2005 - Джентльмен-шоу -  Семен Маркович  /  Вован Щербатий  /  Глина  /  дон Педро де бразилейро  /  майор Багряний  /  Семен Еммануїлович, аптекар  /  Мотя  та ін.
- 1991 -  Блукаючі зірки -  Беня Рафалович
- 1991 -  І чорт з нами -  режисер фестивалю
- 1994 -  Поїзд до Брукліна -  кінорежисер
- 1995 -  Без нашийника -  доктор в ветклініці
- 1997 -  Принцеса на бобах -  Боб, директор з реклами компанії Дмитра
- 1999 -  Маски в тюрмі -  боксер на рингу
- 2002 -  Дружна сімейка -   євнух
- 2005 -  Дванадцять стільців -  інженер Брунс
- 2005 -  Гра повз ноти -  Марк Соломонович
- 2006 -  Щастя за рецептом -  продавець на Привозі
- 2008 - Посмішка Бога, або Чисто одеська історія -  погорілець
- 2009 -  Повернення мушкетерів, або Скарби кардинала Мазаріні -  лейтенант гвардійців
- 2011 - Життя і пригоди Мішки Япончика -  Меєр-Вольф Мордкович Вінницький, батько Мішки
- 2014 -  Пляж -  Сидоренко Ігор Олексійович
- 2015 -  Анка з Молдаванки -  Савелій Семенович Ферт, директор хутряної фабрики
- 2015 -  Світло і тінь маяка -  Грозний